# Donkosacker

Donkosackernas flagga.

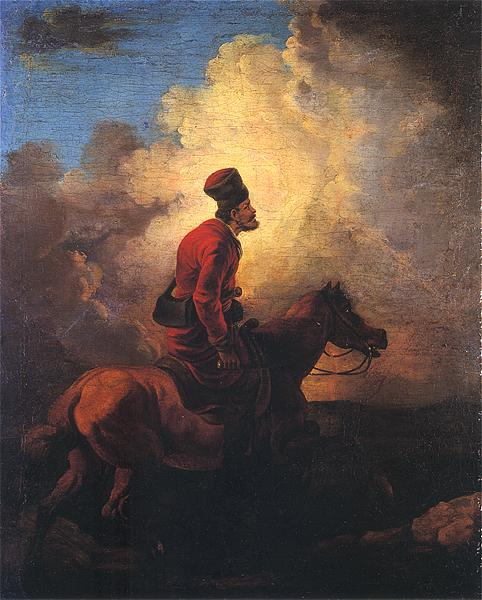
Donkosack till häst. Målning av Aleksander Orłowski.

Donkosackerna är en av de många kosackgrupper som finns, som underklan till den stora Kosack-familjen. Donkosackerna är utan tvekan de största, mest legendariska och mytomspunna grupp bland kosackerna och troligen de mäktigaste, både sett till idag och rent historiskt, mycket tack vare deras insatser i krig och hur de omnämnts inom litteraturen genom åren, såsom exempelvis romanen "Stilla flyter Don" av Michail Sjolochov.

## Historia
Donkosackerna lär ha uppkommit som grupp under tidigt 1500-tal längs området kring floden Don i norra delen av norra Kaukasusområdet, där de än idag har sitt huvudfäste kring tre miljonersstaden Rostov-na-Donu och deras egen huvudstad Novotjerkassk (nya Tjerkassk). Ursprungligen var deras huvudstad Starotjerkassk (gamla Tjerkassk), där det idag återfinns det mesta av det gamla legendariska donkosackiska kvar, bland annat vackra kyrkor och museum.
Medlemmarna i donkosackernas, de ryska kosackernas, sammanslutningar bestod ursprungligen av frihetssökande grupper av ryska bönder och krigare under 1500-talet, med ursprungliga boplatser i stäppområdena nordväst om Kaspiska havet. Liksom de ukrainska/polska Zaporogkosackerna - men cirka 150 år senare - har de sitt ursprung i ett asylsökande i vildmarken undan en krävande feodal statsapparats makt, i detta fall de Moskovitiska riket. Donkosackernas naturliga område var den ryska stäppen och floderna, Don, Volga och Ural (tidigare Jaik). 
De är mest kända som ryttarkrigare, huvudsakligen kavalleri, då de under 1500- och 1600-talet fick behålla sin autonomi i utbyte mot krigstjänst i Ryssland. När det ryska tsardömet blir mäktigt under 1700-talet mister donkosackerna sin autonomi och tvångsförvandlas till reguljära förband i den ryska hären (de "polska" Zaporogkosackerna däremot var värvade som reguljära arméförband alltsedan sent 1500-tal).
Donkosackernas område administrerades i Kosackunionen vilken omfattade kosackerna vid Don, Volga och Ural. Donkosackerna användes aktivt av Rysslands tsarer att kolonisera och underkuva Rysslands asiatiska delar samt under 1800-talet även det av Ryssland ockuperade Polsk-litauiska samväldet.
Vid några tillfällen har donkosackerna försökt upprätta en helt självständig kosackstat.
Under inbördeskriget 1917-1920 bildades en kosackrepublik vid Don under ledning av Pjotr Krasnov. Det senaste försöket gjordes under andra världskriget, då Tyskland tillförsäkrade kosackerna självstyre på "sitt naturliga område". Åtskilliga tusen Donkosacker tjänstgjorde då vid sidan av de nazityska trupperna i egna förband i tysk uniform.
Förhållandet till Ryssland har präglats av ständiga uppror benämnda efter dess ledare, till exempel Stenka Razin, Pugatjov och Bulavin. Fram till 1700-talets slut rådde i praktiken inbördeskrig mellan kosackerna och den ryska centralmakten. Vid 1700-talets slut stabiliserades förhållandet till Ryssland sedan donkosackerna vid Ural och de "polska" Zaporogkosackerna vid Dnepr i grunden besegrats av ryska arméer.
Donkosackernas främsta insatser på det militära området torde vara donkosacken Jermak Timofejevitjs erövring av Sibirien samt när ataman Platov besegrade Napoleon I 1812. 
De ryska donkosackernas autonomi upphävdes av kommunisterna, och donkosackerna drabbades hårt av utrensningar, svält och krig. Det bör dock noteras att det enda egentliga upproret mot Sovjetstaten skedde bland just donkosacker 1962, det slogs dock snabbt ner av inrikestrupper.

## Donkosackernas frammarsch efter Sovjetunionens fall
Donkosackerna är starkt på frammarsch, både vad gäller att upprätta en egen autonom republik med Putinadministrationens medgivande, deltagandet i kriget i Tjejtjenien, samt på president Putins medgivande, agera som milisgrupp i ryska städer som man förr i tiden gjort för att upprätthålla ordning, moral och heder. Redan under andra hälften av 1980-talet, under Sovjetstatens begynnande sönderfall, föddes på gräsrotsnivå en ny-kosackisk rörelse med patriotiska men även fascistiska tendenser. Trots att det sedan andra världskriget egentligen inte existerar någon kosacknation växte ur familjetraditioner och folkminnet fram en rörelse som vill värna de gamla kulturella, religiösa och politiska traditionerna i Ryssland. År 1988 kungjordes ett dekret i Sovjetunionens högsta sovjet som tillät bildandet av kosackorganisationer. Rörelsen har i grund och botten visat sig vara främlingsfientlig men har ännu inte fått en tydlig politisk roll. Dock tenderar den att figurera i ryska nynazistiska och - paradoxalt nog - även i gammelkommunistiska sammanhang. President Putin gav år 2005 genom dekret sitt stöd till rörelsen och tankar finns att återskapa något slags kosackrepublik.
Man har även grundat kosackiska militärskolor i till exempel Novotjerkask, Rostov-na-Donu och Krasnojar, som anknyter till Tsar-Rysslands traditioner fast mer knutet till nutid och dess moderniseringar.

## Kända Donkosacker
- Aleksandr Lebed – rysk militär och politiker, ordförande för ryska säkerhetsrådet och medlare i första Tjetjenienkonflikten
- Matvej Platov – kosackisk ataman, rysk general, greve och doktor
- Jemeljan Pugatjov – rysk upprorsledare. Han ledde det stora kosackupproret 1773–75 sedan Katarina den stora tagit makten år 1762
- Stepan "Stenka" Razin – kosackledare som ledde ett uppror 1670–71 mot adeln och tsaren i Sydryssland
- Michail Sjolochov – sovjet-rysk författare, nobelpristagare i litteratur 1965
- Aleksandr Solzjenitsyn – sovjet-rysk författare, historiker och tidigare sovjetisk dissident, nobelpristagare i litteratur 1970
- Jermak Timofejevitj – rysk upptäcktsresande, nationalhjälte och kosackisk ataman (hetman, alltså ledare) som under tsar Ivan den förskräckliges regim erövrade Sibirien
- Gennady Troshev – rysk generalöverste och befälhavare för norra Kaukasus militärdistrikt (inklusive Tjetjenien) under andra tjetjenska kriget, i samband med vilket han tilldelades utmärkelsen Ryska federationens hjälte (1999)